# François-Charles Joullain
François-Charles Joullain (1734 - Paris, 30 décembre 1799) est un marchand d'art français. 
Il est le fils de François Joullain (1697-1778) avec qui il travaille en association à partir de 1757. 
Son commerce concerne la vente de peintures et d'estampes. Il est également éditeur. 
En août 1783, François-Charles Joullain fait faillite. 
Expert en ventes publiques, il est l'auteur de plusieurs catalogues de vente. 
Il publie en 1786 un ouvrage intitulé Reflexions sur la peinture et la gravure, accompagnées d'une courte dissertation sur le commerce de la curiosité et les ventes en général.

## Publications
- Réflexions sur la peinture et la gravure, Metz, impr. de C. Lamort, 1786 (lire en ligne)
- Catalogue d'une précieuse collection de tableaux, Médailles, Pierres gravées montées en bagues, Bijoux, Dessins encadrés & en feuilles..., Paris, Chariot et Joullain, 1779. L'exemplaire de la Bibliothèque nationale de France est enrichi de croquis de Gabriel de Saint-Aubin (lire en ligne)
- Notice de quelques bons tableaux de différens maîtres, Scultptures en marbre, Dessins & Estampes. Provenant du Cabinet de *** [Fitz-James], Paris, Florentin et Joullain, 1778. L'exemplaire de la Bibliothèque nationale de France est enrichi de croquis de Gabriel de Saint-Aubin (lire en ligne)